# ألين رايس
ألين رايس (بالإنجليزية: Allen Rice)‏ هو لاعب كرة قدم أمريكية أمريكي، ولد في 5 أبريل 1962 في هيوستن في الولايات المتحدة.

## وصلات خارجية
- ألين رايس على موقع مرجع كرة القدم المحترفة.كوم (الإنجليزية)